# Quito Open 1980
Il Quito Open 1980 è stato un torneo di tennis giocato sulla terra rossa. È stata la 2ª edizione del Quito Open che fa del Volvo Grand Prix 1980. Si è giocato a Quito in Ecuador dal 3 al 9 novembre 1980.

## Campioni

### Singolare
José Luis Clerc ha battuto in finale  Víctor Pecci con il punteggio di 6–4, 1–6, 10–8

### Doppio
Hans Gildemeister /  Andrés Gómez hanno battuto in finale  José Luis Clerc /  Belus Prajoux con il punteggio di 6–3, 1–6, 6–4